# Platonic
Platonic (titulada: Platónico en español) es una serie de televisión web estadounidense de comedia dramática creada por Francesca Delbanco y Nicholas Stoller para el servicio de streaming Apple TV+. La serie fue estrenada el 24 de mayo de 2023. En diciembre de 2023, fue renovada por una segunda temporada.

## Elenco y personajes

### Protagonista
- Rose Byrne como Sylvia
- Seth Rogen como Will
- Luke Macfarlane como Charlie
- Tre Hale como Andy
- Andrew Lopez como Reggie
- Carla Gallo como Katie

### Recurrente
- Alisha Wainwright como Audrey
- Vinny Thomas como Omar
- Guy Branum como Stewart
- Janet Varney como Vanessa
- Emily Kimball como Peyton

## Producción

### Desarrollo
El 15 de octubre de 2020, Apple TV+ confirmó la producción de una serie que constaría de 10 episodios de media hora de duración. La serie es creada por Nicholas Stoller y Francesca Delbanco, quiénes también se desempeñan como productores ejecutivos junto a Rose Byrne, Seth Rogen y Conor Welch. Stoller también se confirmó como director de la serie. Stoller Global Solutions y Sony Pictures Television son las encargadas de producir la serie. El rodaje comenzó en mayo de 2022 y la producción se llevó a cabo en la ciudad de Los Ángeles.
El 14 de diciembre de 2023, Apple TV+ renovó la serie por una segunda temporada.

### Casting
Tras el anuncio del pedido de la serie, Rose Byrne y  Seth Rogen también fueron elegidos para papeles protagónicos no revelados. El 5 de mayo de 2022, Luke Macfarlane, Tre Hale, Carla Gallo y Andrew Lopez se unieron al elenco principal.  El 29 de junio de 2022, Alisha Wainwright, Guy Branum, Janet Varney, Emily Kimball y Vinny Thomas fueron elegidos para papeles recurrentes.

## Episodios
| N.º | Título                 | Dirigido por       | Escrito por                           | Fecha de emisión original |
| --- | ---------------------- | ------------------ | ------------------------------------- | ------------------------- |
| 1   | «Pilot»                | Nicholas Stoller   | Nicholas Stoller y Francesca Delbanco | 24 de mayo de 2023        |
| 2   | «Gandalf the Lizard»   | Nicholas Stoller   | Ron Weiner                            | 24 de mayo de 2023        |
| 3   | «Partner's Retreat»    | Nicholas Stoller   | Guy Endore-Kaiser                     | 24 de mayo de 2023        |
| 4   | «Divorce Party»        | Francesca Delbanco | Brittany Miller                       | 31 de mayo de 2023        |
| 5   | «My Wife's Boyfriend»  | Francesca Delbanco | Andrew Gurland                        | 7 de junio de 2023        |
| 6   | «The Big Two Six»      | Francesca Delbanco | Justin Nowell                         | 14 de junio de 2023       |
| 7   | «Let the River Run»    | Nicholas Stoller   | Francesca Delbanco                    | 21 de junio de 2023       |
| 8   | «San Diego»            | Nicholas Stoller   | Francesca Delbanco                    | 28 de junio de 2023       |
| 9   | «Slumber Party»        | Nicholas Stoller   | Francesca Delbanco                    | 4 de julio de 2023        |
| 10  | «When Will Met Sylvia» | Nicholas Stoller   | Francesca Delbanco                    | 12 de julio de 2023       |